# المنطقة التنموية الشرقية
المنطقة التنموية الشرقية هي إحدى الأقاليم الخمسة في النيبال. يبلغ عدد سكانها 5,811,555 نسمة وذلك حسب إحصائيات سنة 2011 . تبلغ مساحتها 28,456 كم². تحتوي على 3 مديريات وتحتوي على 16 مقاطعة. وتقع في أقصى شرق الدولة.